# Tengah Baru
Tengah Baru is een bestuurslaag in het regentschap Aceh Selatan van de provincie Atjeh, Indonesië. Tengah Baru telt 1207 inwoners (volkstelling 2010).